# Las Heras (subte de Buenos Aires)
Las Heras es una estación del Subte de Buenos Aires perteneciente a la Línea H, se encuentra ubicada en la intersección de las avenidas Las Heras y Pueyrredón, en el barrio de Recoleta.
Posee una tipología subterránea con 2 andenes laterales y dos vías. Posee un vestíbulo superior que conecta las plataformas con los accesos en la calle mediante escaleras, escaleras mecánicas y ascensores; además posee indicaciones en braille en gran parte de sus instalaciones como así también baños adaptados y servicio de Wi-Fi público.
Posee 130 metros de longitud y fue diseñada para recibir a más de 1600 pasajeros por hora. También posee oficinas e instalaciones para el uso exclusivo de los trabajadores de la línea y una sala de control de máquinas. Aprovechando la plaza Emilio Mitre, la estación cuenta con un sistema de iluminación natural compuesto por siete claraboyas y un conjunto de espejos en el vestíbulo superior.

## Historia
Su construcción se inició el 17 de enero de 2012, y se inauguró el 18 de diciembre de 2015 junto a la estación Córdoba. Las Heras funcionó como terminal norte de la línea hasta la inauguración de la estación Facultad de Derecho en 2018.
Durante la construcción de la estación la cercanía con el Río de la Plata implicó que el trabajo sea entorpecido por importantes cantidades de agua en el subsuelo. Debido a ello se colocaron bombas de drenaje para evitar accidentes durante las obras.

## Decoración
Los andenes, en sus extremos, están decorados con murales en tonalidades naranja, verde y azul. El acceso a los andenes tiene un mural con la imagen de Hugo del Carril realizado por el artista plástico Marino Santa María como parte del paseo cultural del tango. Ocupa una superficie de 500 metros cuadrados y para hacerse se utilizó un millón de venecitas.

## Hitos urbanos
Se encuentran en las cercanías de esta:
- Facultad de Ingeniería de la Universidad de Buenos Aires
- Biblioteca Nacional de la República Argentina
  - Museo del Libro y de la Lengua
- Embajadas de Paraguay y Reino Unido
- Cementerio de la Recoleta
- Plaza General Emilio Mitre
  - La Calesita de Daniel
- Plaza República del Paraguay
- Hospital Rivadavia
- Museo Roca
- Librería Norte fundada por Hector Yánover en 1967

## Imágenes

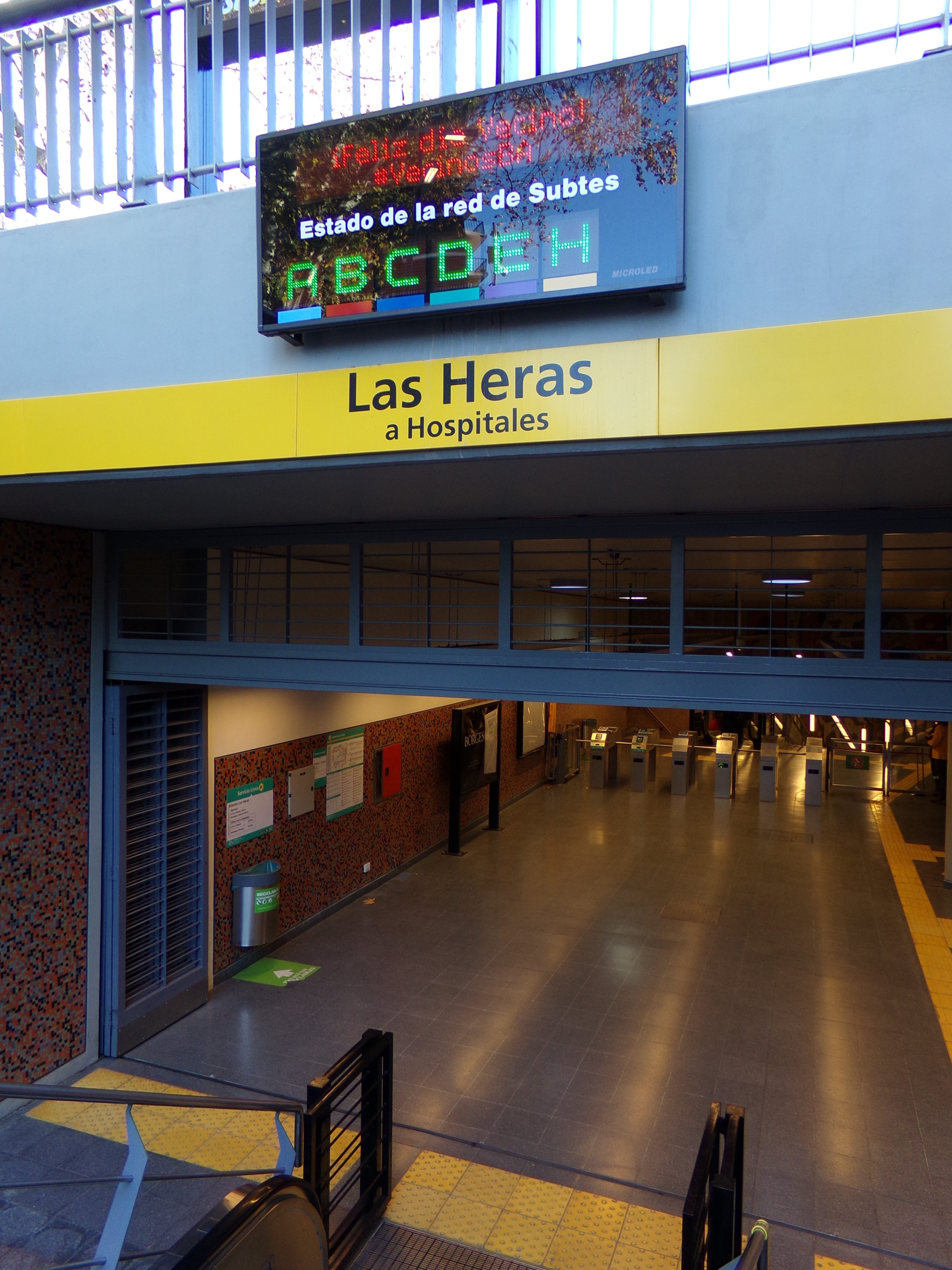
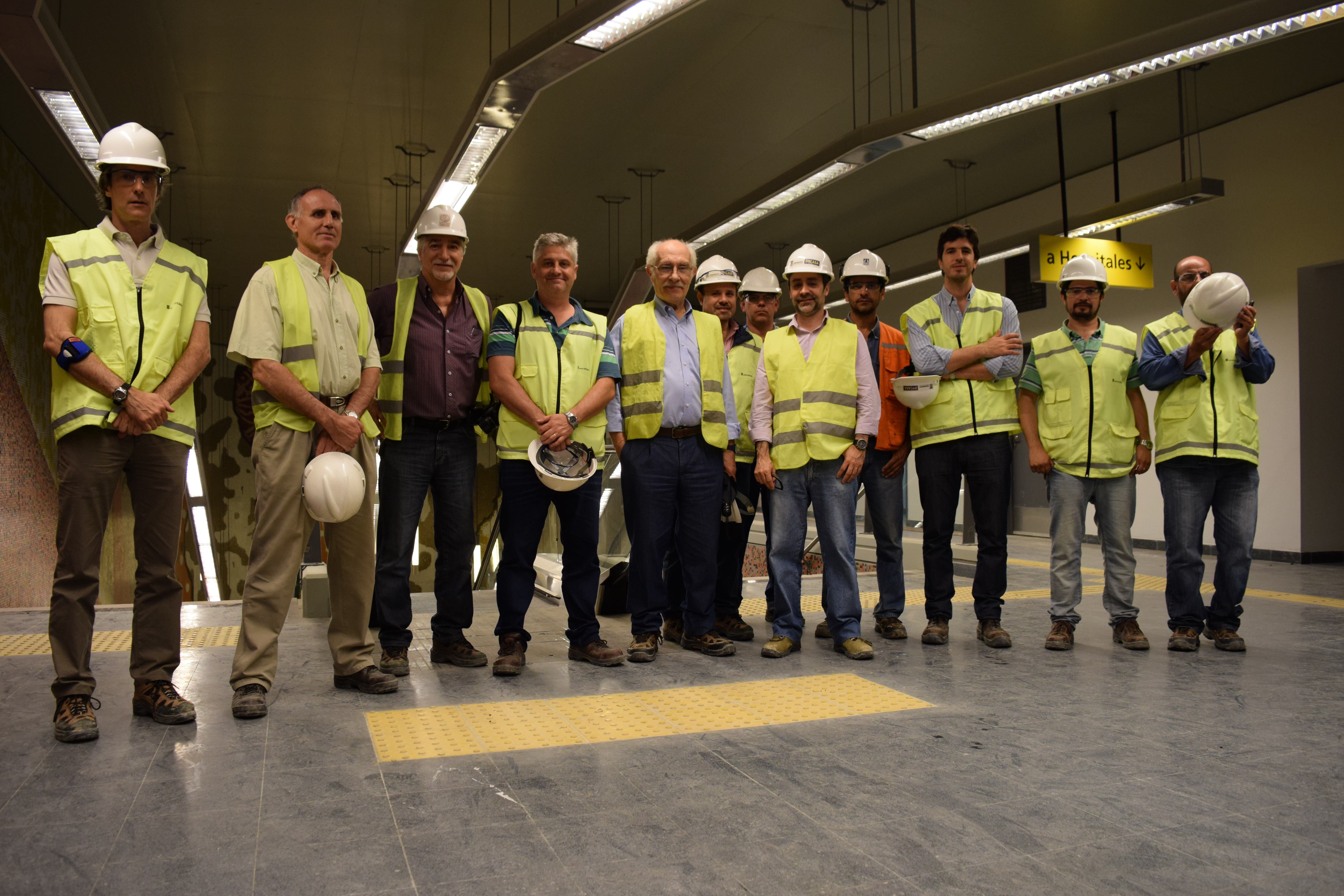
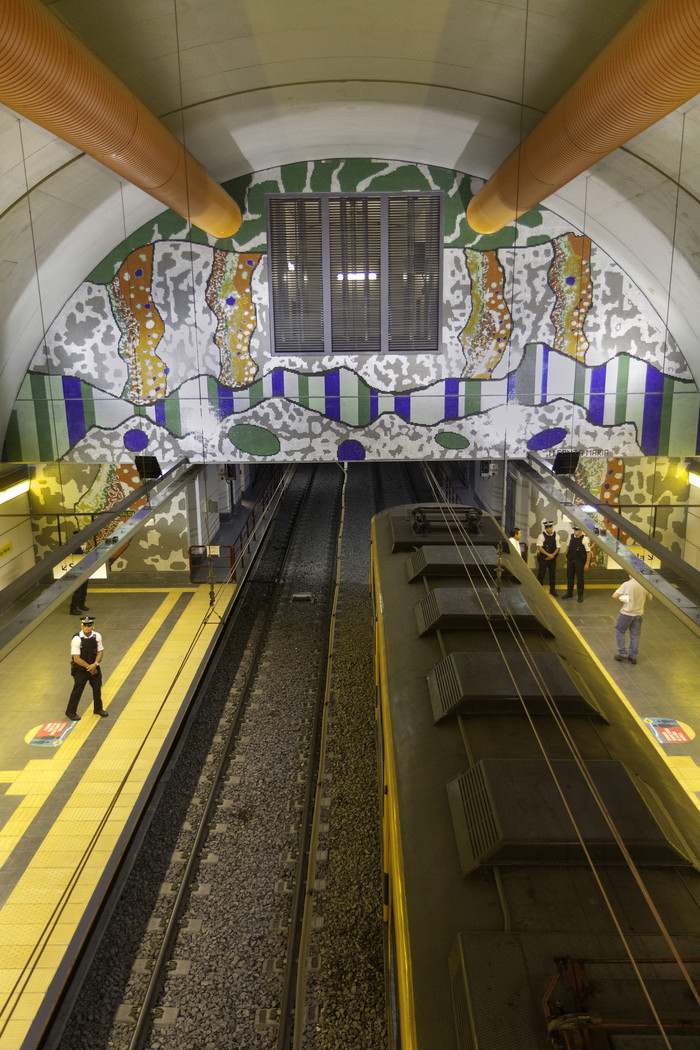
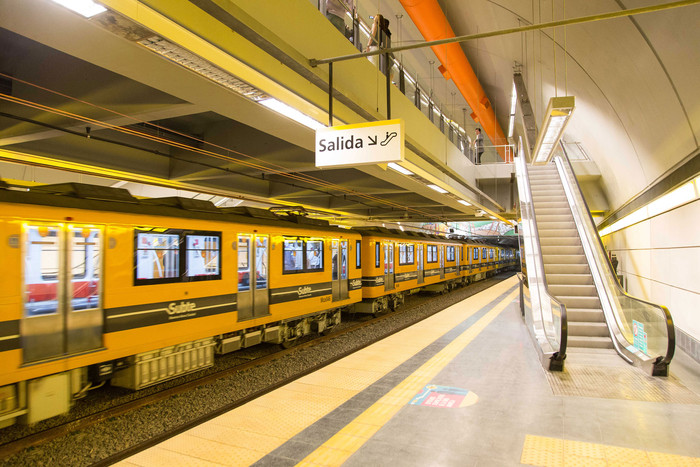
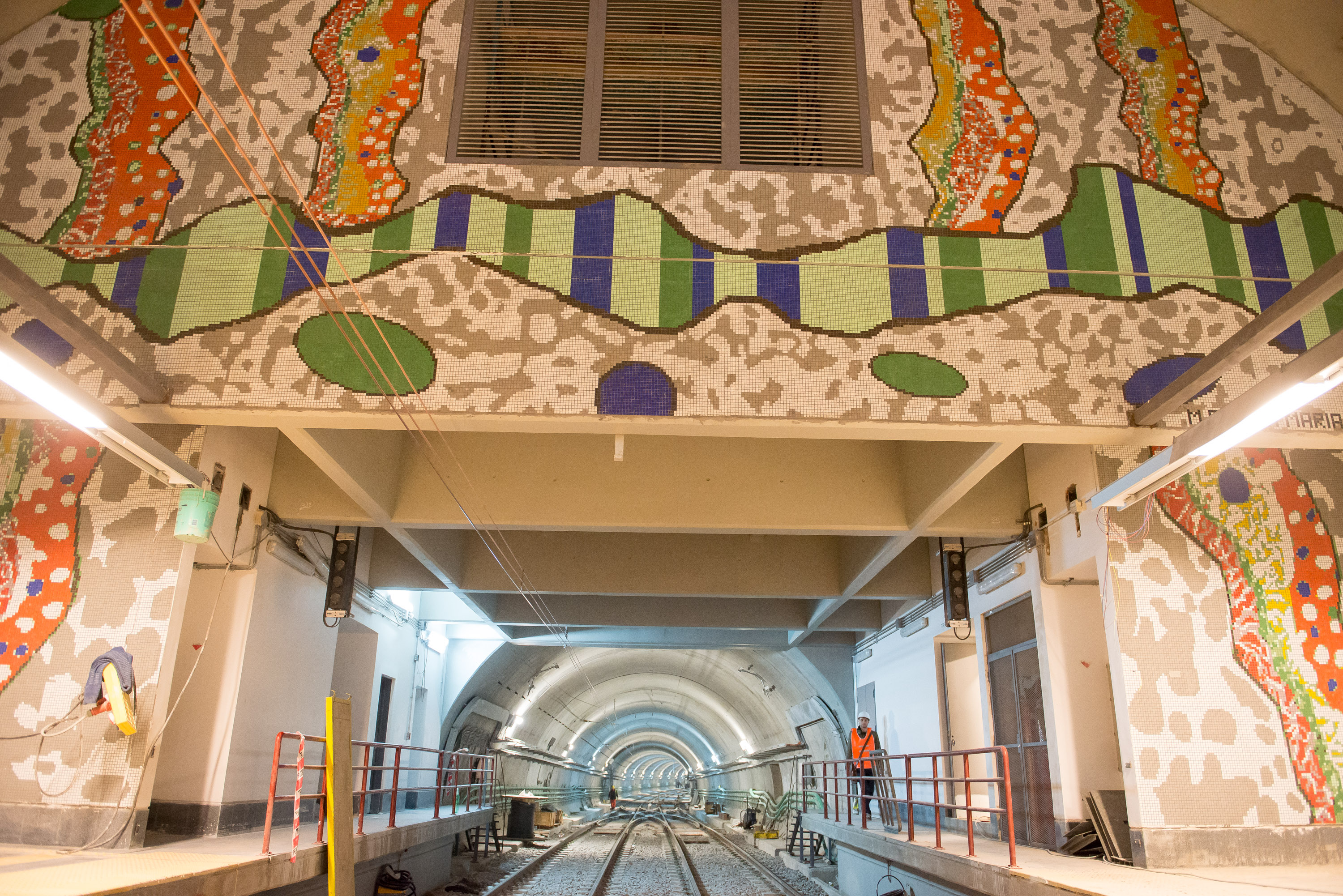
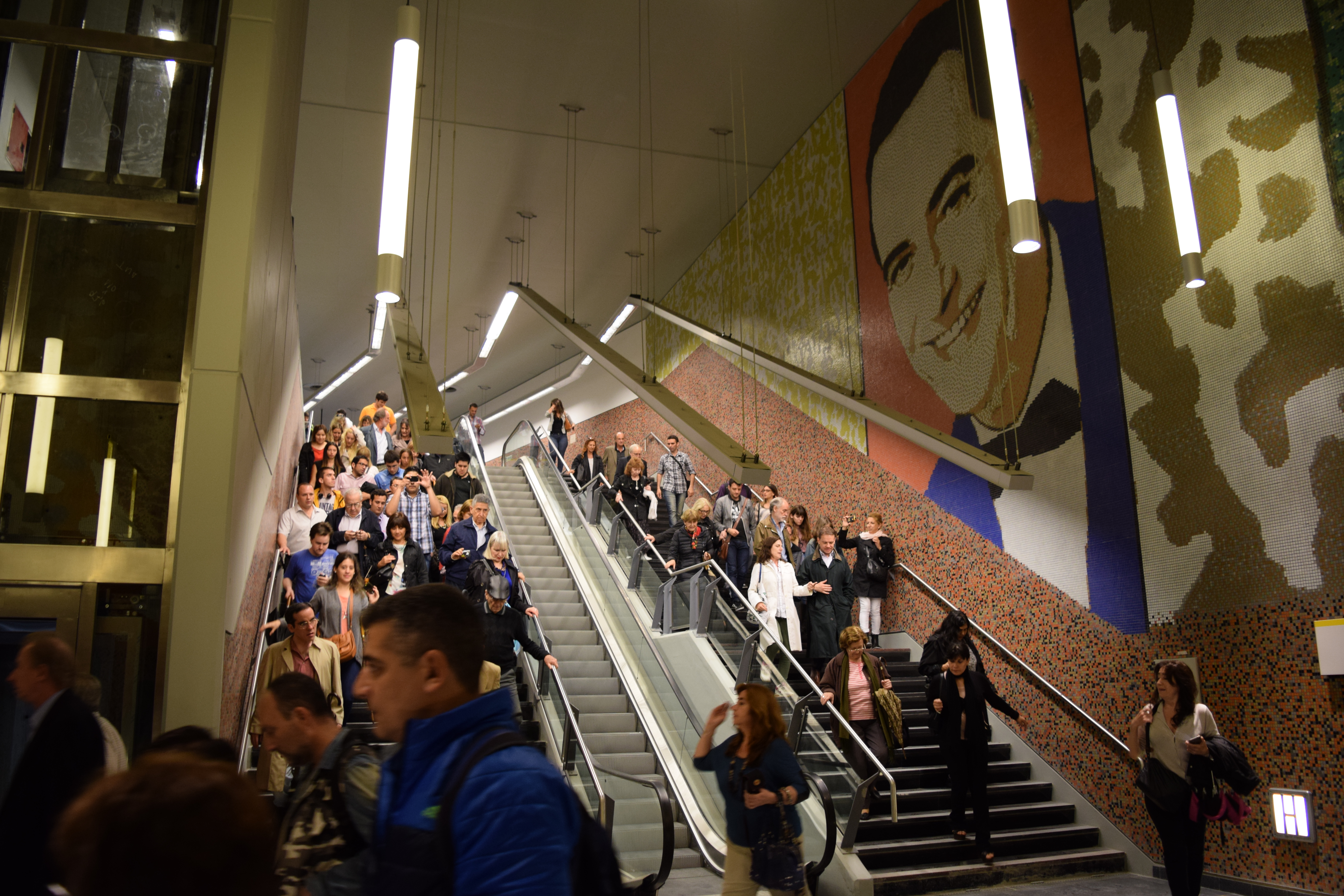
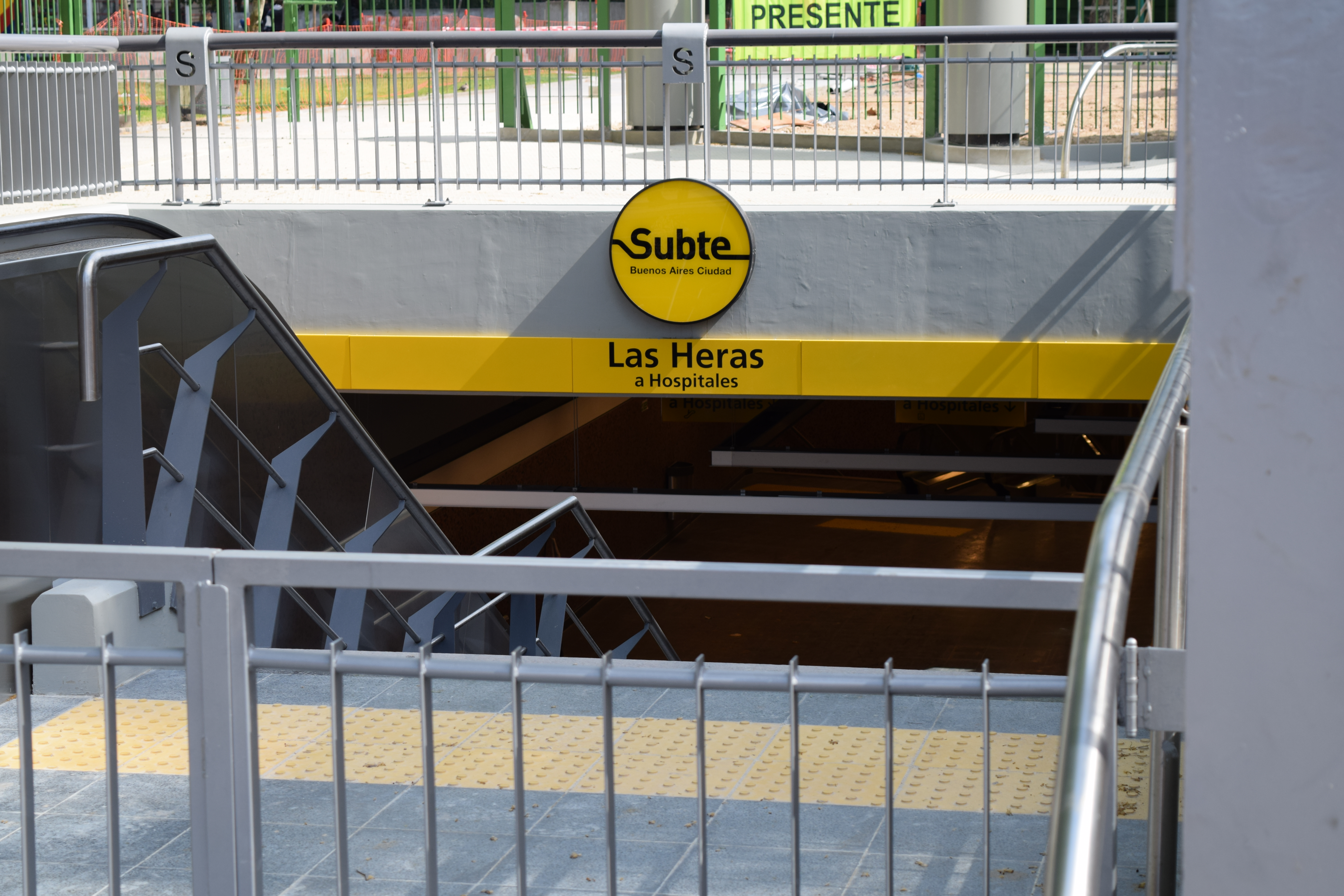